# Чернякова
Черняко́ва (рос. Чернякова) — присілок у складі Шадрінського району Курганської області, Росія. Входить до складу Нижньоплевської сільської ради.
Населення — 156 осіб (2010, 193 у 2002).
Національний склад станом на 2002 рік: росіяни — 93 %.